# Diogenichthys
Diogenichthys är ett släkte av fiskar. Diogenichthys ingår i familjen prickfiskar.
Kladogram enligt Catalogue of Life:
| Diogenichthys | \| \| Diogenichthys atlanticus \| \| \| \| \| \| Diogenichthys laternatus \| \| \| \| \| \| Diogenichthys panurgus \| \| \| \| |
|               | \| \| Diogenichthys atlanticus \| \| \| \| \| \| Diogenichthys laternatus \| \| \| \| \| \| Diogenichthys panurgus \| \| \| \| |
|               | Diogenichthys atlanticus |
|               | |
|               | Diogenichthys laternatus |
|               | |
|               | Diogenichthys panurgus |
|               | |